# هری اولیور
هری اولیور (۴ آوریل ۱۸۸۸–۴ ژوئیه ۱۹۷۳) طنزپرداز، هنرمند و نامزد جایزه اسکار آمریکایی به دلیل کارگردانی هنری در فیلم‌های دهه ۱۹۲۰ و ۱۹۳۰ بود. علاوه بر کار برجسته خود در هالیوود، او اکنون به خاطر نوشته‌های طنزآمیزش در مورد بخش‌های جنوب غربی آمریکا، و روزنامه‌اش کتاب ضایعات موش صحرایی که یک روزنامه قطع بزرگ با پخش نامنظم است و به موضوعات بخش‌های جنوب غربی اختصاص یافته‌است، می‌شناسند. وی در هیستینگز، مینه سوتا متولد شد و در وودلند هیلز، لس آنجلس، کالیفرنیا در گذشت.
وی به دلیل کارش در هالیوود به عنوان کارگردانی هنری فیلم‌های سیر در عرش (۱۹۲۷) و فرشته خیابانی (۱۹۲۸) نیز شناخته شده‌است، او برای کارگردانی هنری سیر در عرش نامزد دریافت جایزه در نخستین دوره جوایز اسکار شد. همچنین او طراحی صحنه یا کارگردانی هنری فیلم‌های: بن هور: داستانی از مسیح (۱۹۲۵)، گنجشک‌ها (۱۹۲۶)، صورت زخمی (۱۹۳۲)، زنده باد ویا! (۱۹۳۴)، مارک خون‌آشام (۱۹۳۵) و خاک خوب (۱۹۳۷) نیز کرده‌است.